# Les gens normaux n'ont rien d'exceptionnel
Les gens normaux n'ont rien d'exceptionnel je francouzský hraný film z roku 1993, který režíroval Laurence Ferreira Barbosa. Snímek měl světovou premiéru na filmovém festivalu v Locarnu.

## Děj
V 25 letech má Martine plné zuby krátkých vztahů. Po hádce ji postihne amnézie a musí být poslána do psychiatrické léčebny. Tam se změní a stane se více aktivní.

## Obsazení
| Valeria Bruni Tedeschiová | Martine          |
| Melvil Poupaud            | German           |
| Marc Citti                | Pierre           |
| Claire Laroche            | Anne             |
| Frédéric Diefenthal       | Jean             |
| Jackie Berroyer           | pan Jacquet      |
| Sandrine Kiberlainová     | Florence         |
| Antoine Chappey           | zdravotní sestra |
| Serge Hazanavicius        | François         |

## Ocenění
- César: nejslibnější herečka (Valeria Bruni Tedeschiová)